# Ambrus Attila (jégkorongozó)
Ambrus Attila (Csíkszentlélek, 1967. október 6. –) a „Viszkis rabló” néven hírhedtté vált jégkorongozó. Bankrablásairól ismert, 1993 és 1999 között a legtöbbször elmaszkírozott arccal és „álruhában”, 30 alkalommal rabolt ki bankokat, takarékszövetkezeteket, utazási irodákat, postákat. Egyes helyszíneken többször is járt. A legtöbb bűncselekménye alkalmával taxival ment rabolni és úgy távozott, hogy a taxisofőr semmit sem sejtett. Ragadványnevét onnan kapta, hogy a közbeszéd szerint közvetlenül a rablások előtt, a helyszínekhez közeli kocsmákban 1-2 deci whiskyt ivott. „Brutálisabbá a rablássorozat vége felé kezdett válni, a Grassalkovich utcai OTP-ben például az egyik banki alkalmazottat, egy nőt fejbe vert a fegyverével. Egyáltalán nem volt egy Grál-lovag” – jegyezte meg róla később egy nyomozó, aki visszatetszőnek találta, hogy „Rózsa Sándort csináltak Ambrus Attilából”. Utolsó rablása során, szökés közben társát elfogták, aki kihallgatása során lebuktatta, így tudták elfogni menekülés közben, a román–magyar határon, az ártándi közúti határátkelőhelynél. Fél év múlva megszökött az előzetes letartóztatásból a Gyorskocsi utcából, és további három rablást követett el, melyek során fegyverét is használta és túszt is szedett. A rendőrség az utolsó rablás helyszínén felejtett telefonkártyája segítségével találta meg segítőtársát, majd rejtekhelyét.
2002. szeptember 26-án az akkori Legfelsőbb Bíróság (LB) másodfokú, jogerős ítéletében tizenhét év fegyházbüntetésre ítélte. Jó magaviselete miatt 12 év után szabadult.

## Élete
Erdélyben, a Hargita megyei Csíkszentléleken született 1967-ben, édesanyja másfél évesen elhagyta, apja verte, helyettük a nagyanyja nevelte 10 éves koráig, majd annak halála után egyik apai nagynénje vette pártfogásba. Több lopási eset után 14 éves korától két évet javítóintézetben, majd további két évet munkatáborban töltött. 1988-ban egy vonat alá, a kerekek közé kapaszkodva szökött át a román határon Magyarországra. Először egy ampullagyárban dolgozott, később volt sírásó, házmester, és feketén állatbőrökkel is kereskedett.
Magyarországra településéig az SC Csíkszereda jégkorong csapatának kapusa volt. Sportolóként Magyarországon a másodosztályú Pomázi ICO SE-ben, majd az 1989–1990-es szezonban Dunaújvárosban jégkorongozott. Az 1991–1992-es szezonban került az Újpesti TE csapatához, ahol egy ezüstérem jelentette a legnagyobb sportsikerét. Az 1997–1998-as szezonban a Ferencváros jégkorong csapatához szerződött, majd egy év után visszatért az Újpesti TE csapatához.
1993-ban első rablását azért követte el, mert bizonyítani akart akkori barátnője jómódú szülei előtt. Posta- és bankrablásai során első elfogásáig valamivel több mint 142 millió forintot, második elfogásáig 196 millió forintot zsákmányolt. Ambrus Attilára 2002-ben 17 év fegyházbüntetést szabtak ki, azonban jó magaviselete miatt 2012. január 31-én, feltételesen szabadlábra helyezték. 2003-ban ügyvédje, Magyar György beadványt nyújtott be a Legfelsőbb Bírósághoz, mivel Ambrus nemhogy gyilkossági kísérletet nem követett el, hanem inkább megakadályozta a vérontást azzal, hogy magához vette a banki biztonsági őrök fegyverét.

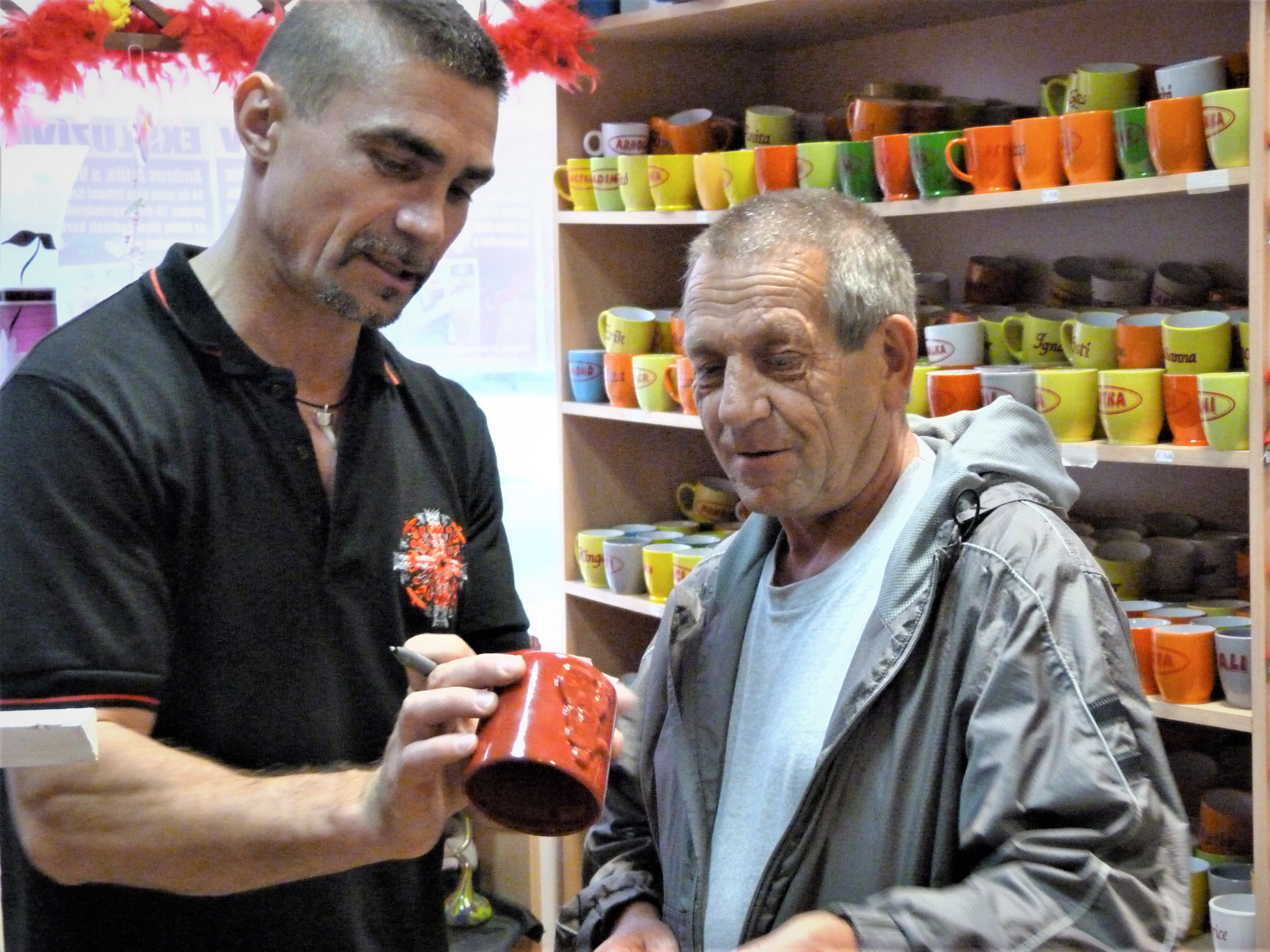
Ambrus Attila a képen balra, Csíkszereda, 2013

Az elfogása előtti időszakban a média kommunikációja révén jelentős népszerűségre tett szert, a nép szabályosan drukkolt neki. Sok rajongója volt és van, pl. Csala Zsuzsa segítségével a börtönben leérettségizett, kerámiakészítéssel foglalkozott, angolul tanult, és haditudósítónak készült. A Dunaújvárosi Egyetemen kommunikációból, 2009-ben le is diplomázott. Julian Rubinstein könyvet írt róla A viszkis rabló balladája címen, majd filmet is készített róla, amelyet az Investigation Discovery tévé Szökésben című sorozatában 2010. április 25-én adott le.
2010 augusztusában több hírportál – alaptalanul – halálhírét keltette, heves reakciókat kiváltva a közvéleményben. Miután 2012-ben szabadult a börtönből, foglalkozásként folytatta a börtönben elkezdett kerámiakészítést.
2017-ben Esztergom-Búbánatvölgybe költözött, ahol egyedi kerámiákat készít, jellemzően vázákat, bögréket, korsókat, amelyeket vásárokban árusít. Saját honlapot hozott létre, ahol megtekinthetők a munkái. 2017-ben filmet készítettek az életéről, A Viszkis címmel, Antal Nimród rendezésében; a filmben, melyben romantikus hősként ábrázolják az egykor erőszaktól sem visszariadó bűnözőt, ő maga is közreműködött egy kisebb epizódszerep erejéig.
2017-ben Az Ázsia Expressz műsorban szerepelt, ahol a versenyzőknek Vietnámot, Laoszt, Kambodzsát és Thaiföldöt kellett átszelniük a műsor során. Berki Krisztián és Ambrus Attila volt a győztes, 10 milliós nyereményt vehettek át.
A páros a kalandról könyvet is írt, amivel – nem sokkal később – több tízmilliós összegeket kerestek.

## Rablásai
Rablásait Ambrus Attila eleinte önállóan követte el. Kezdetben postahivatalokat, majd utazási irodákat, bankokat, takarékszövetkezeteket rabolt ki. A negyedik rablását unokatestvérével, Veress Lászlóval hajtotta végre, aki látva a Viszkis életszínvonalát, és kérte, hogy bármivel szerzi is a pénzt, avassa be a „buliba”. Ő elfogadta az ajánlkozást, mivel már megfogalmazódott benne korábban, hogy egy társsal együtt kisebb kockázatot jelent a rablás. További előnynek tartotta, hogy eredményesebben felkutathatók a pénzkészletek a helyszíneken. Két sikeres közös rablás után, a harmadik alkalommal váratlan esemény történt. A Villányi úti postahivatalban, amit a Viszkis már korábban egyedül is kirabolt, rosszul lett Veress László a rablást megelőző pillanatban. Ez volt az utolsó közösen tervezett rablásuk, Veress szívproblémái miatt „kiszállt”. Veresst később a romániai Fitód nevű faluban fogták el 2008-ban.
Rövidesen Ambrus új társat talált, Antal Károlyt, egy sporttársát, aki az adósságai miatt kérte a Viszkist, hogy avassa be a titkaiba. Egyetlen közös rablást hajtottak végre. Antal a sikeres rablás után rendezte adósságait, a továbbiakban nem működött együtt Ambrussal. Őt 2004-ben vették őrizetbe az ártándi határátkelőnél, amikor a Csíkszeredai ISK ifjúsági jégkorongcsapatának másodedzőjeként egy zágrábi versenyre tartott.
Társ nélkül maradva Ambrus nyolc alkalommal önállóan rabolt, majd ismét akadt egy sporttársa a hokicsapatból, Orbán Gábor. Elfogásukig, 1999. január 15-ig ő volt a társa, tizenhárom rablást hajtottak végre közösen. A szökése utáni, azaz másodszori elfogása előtti három rablását egyedül követte el.
A rablások listája:
| #                                                                                        | Dátum                | Helyszín                                                                    | Összeg                                                           | Megjegyzés |
| ---------------------------------------------------------------------------------------- | -------------------- | --------------------------------------------------------------------------- | ---------------------------------------------------------------- | --- |
| 1.                                                                                       | 1993. január 22.     | Budapest XI., Villányi út 72., Postahivatal                                 | 548 000 Ft                                                       | |
| 2.                                                                                       | 1993. március 12.    | Budapest II., Hűvösvölgyi út 137., Postahivatal                             | 667 000 Ft                                                       | |
| 3.                                                                                       | 1993. május 3.       | Budapest IV., Árpád út 75., Budapest Tourist                                | 1 116 000 Ft                                                     | |
| 4.                                                                                       | 1993. augusztus 3.   | Budapest III., Ágoston utca 16., Postahivatal                               | 398 000 Ft                                                       | társa: Veress László |
| 5.                                                                                       | 1993. augusztus 27.  | Budapest VIII., Orczy út 44., Postahivatal                                  | 3 351 000 Ft                                                     | társa: Antal Károly |
| 6.                                                                                       | 1993. szeptember 7.  | Budapest XVII., Pesti út, Nagykáta és Vidéke Takarékszövetkezet             | 2 916 000 Ft                                                     | társa: Veress László |
| 7.                                                                                       | 1993. november 3.    | Budapest VI. Nyugati téri aluljáró, Budapest Tourist                        | –                                                                | Az alkalmazott megakadályozta a rablást |
| 8.                                                                                       | 1993. december 27.   | Budapest XI., Villányi út 52., Kolibri utazási iroda                        | 407 000 Ft                                                       | |
| 9.                                                                                       | 1994. február 2.     | Budapest I., Mária tér 1., Mór és vidéke Takarékszövetkezet                 | 1 458 000 Ft, továbbá az alkalmazottak pénztárcájából: 71 000 Ft | |
| 10.                                                                                      | 1994. március 21.    | Budapest IX., Ráday utca 59., Bakonyvidéke Takarékszövetkezet               | 4 562 000 Ft                                                     | |
| 11.                                                                                      | 1994. július 21.     | Budapest VI., Ó utca 15., Eurotours Utazási Iroda                           | 955 310 Ft                                                       | |
| 12.                                                                                      | 1995. január 12.     | Budapest IX., Ráday utca 59., Bakonyvidéke Takarékszövetkezet (másodszorra) | 2 797 000 Ft                                                     | |
| 13.                                                                                      | 1995. július 24.     | Budapest III., Lajos utca 68., Pilisvörösvár és vidéke Takarékszövetkezet,  | 2 467 000 Ft                                                     | |
| 14.                                                                                      | 1996. március 25.    | Budapest XI. Kemenes utca 1., Postahivatal                                  | 9 536 000 Ft                                                     | |
| 15.                                                                                      | 1996. augusztus 29.  | Budapest XI. Fehérvári út 88/B., Postahivatal                               | 5 267 000 Ft                                                     | társa: Orbán Gábor |
| 16.                                                                                      | 1996. szeptember 24. | Budapest XXIII. Grassalkovich út 128., OTP                                  | 7 546 000 Ft                                                     | társa: Orbán Gábor |
| 17.                                                                                      | 1996. november 21.   | Budakeszi, Fő út 181., OTP                                                  | 13 597 000 Ft                                                    | társa: Orbán Gábor |
| 18.                                                                                      | 1997. január 15.     | Budakeszi, Fő út 181., OTP                                                  | 7 909 000 Ft                                                     | társa: Orbán Gábor |
| 19.                                                                                      | 1997. március 10.    | Budapest III., (Békásmegyer) Heltai Jenő tér 9.                             | 9 635 000 Ft                                                     | társa: Orbán Gábor |
| 20.                                                                                      | 1997. március 10.    | Budapest XI., Postahivatal a Kelenföldi pályaudvarnál                       | 3 962 000 Ft                                                     | társa: Orbán Gábor |
| 21.                                                                                      | 1997. április 24.    | Budapest XVIII., Vasút utca 48., OTP                                        | 1 499 000 Ft                                                     | társa: Orbán Gábor |
| 22.                                                                                      | 1997. május 28.      | Budapest XXIII., Grassalkovich út 128., OTP (másodszorra)                   | 25 302 000 Ft                                                    | társa: Orbán Gábor |
| 23.                                                                                      | 1997. december 15.   | Budapest XXIII., Grassalkovich út 128., OTP (harmadszorra)                  | 8 000 000 Ft                                                     | társa: Orbán Gábor |
| 24.                                                                                      | 1998. február 5.     | Budapest XI., Irinyi József u. 30., OTP                                     | 5 705 000 Ft                                                     | társa: Orbán Gábor |
| 25.                                                                                      | 1998. március 11.    | Budapest III., (Békásmegyer) Heltai Jenő tér 9. (másodszorra)               | 5 068 000 Ft                                                     | társa: Orbán Gábor |
| 26.                                                                                      | 1999. január 5.      | Budapest X., Újhegyi sétány 14., OTP                                        | 286 000 Ft                                                       | társa: Orbán Gábor |
| 27.                                                                                      | 1999. január 15.     | Budapest II., Frankel Leó út, OTP                                           | 18 394 000 Ft                                                    | társa: Orbán Gábor, akit percekkel a rablás után, menekülés közben elfognak. A Viszkist órákkal később az ártándi határátkelőnél veszik őrizetbe. |
| A vizsgálati fogságból való megszökése, azaz 1999. július 10-e után elkövetett rablások: |                      |                                                                             |                                                                  | |
| 28.                                                                                      | 1999. július 29.     | Budapest XXIII. Grassalkovich út 128. (negyedszerre)                        | több mint 2 000 000 Ft                                           | |
| 29.                                                                                      | 1999. szeptember 28. | Vecsés – OTP                                                                | 200 000 Ft                                                       | |
| 30.                                                                                      | 1999. október 18.    | Budapest XVIII. Üllői út 377.                                               | 47 300 000 Ft                                                    | |

1999. október 27-én este, Budapest XIV. kerületében, az Erzsébet királyné útja és a Nagy Lajos király útja sarkán álló négyemeletes társasház egyik 2. emeleti lakásán fogták el.

## Róla szóló művek

### Könyvek
- P. Gál Judit: Én, A Whiskys. Ambrus Attila, Interpress, Budapest, 1999 ISBN 9638339314
- Gyuricza Péter, Kardos Ernő: Ambrus Attila, a Whiskys szökésben avagy a szabadság fogságában, Magyar Könyvklub, Budapest, 2000 ISBN 963547170X
- Fülöp Valter: A Whiskys nyomában. Egy hajtóvadászat igaz története. Dokumentumregény; Nemere-Print Kkt., Bp., 2004 ISBN 963-217-212-4
- Julian Rubinstein: A viszkis rabló balladája; ford. Tamás Anna; Hamu és Gyémánt, Budapest, 2005, ISBN 9632170342
- Ambrus Attila: Haramia, Art Nouveau, 2015 ISBN 9786155104572
- Orbán Gábor: A Viszkis és én, Atlantic Press Kft., 2016 ISBN 9786155332920
- Julian Rubinstein: A Viszkis. Bankrablások, jégkorong, szőrmecsempészet Erdélyből, túlórázó detektívek és összetört szívek hiteles története; ford. Kepes János; Európa, Bp., 2017 ISBN 9789634055648
- Gyuricza Péter, Kardos Ernő: A viszkis igaz története napjainkig. Exkluzív interjúval, Kossuth Kiadó, 2017 ISBN 9789630990561
- Ambrus Attila–Berki Krisztián–Karizs Tamás: Rosszfiúk Ázsiában; Alexandra, Pécs, 2018 ISBN 978-963-447-149-3

### Film
Antal Nimród filmrendező A Viszkis című filmjét 2017. november 23-án mutatták be. A már a bemutatást követő első hétvégén 65 ezer nézőszámmal komoly sikert aratott filmben Ambrus Attila szerepét Szalay Bence alakítja. Ambrus maga is megjelenik a filmben egy taxisofőr szerepében.

## Sportolói pályafutása
- 1988-ig – SC Csíkszereda
- 1988–1989 – Pomázi ICO SE
- 1989–1990 – Dunaújvárosi Acélbikák
- 1991–1996 – Újpesti TE
- 1997–1998 – Ferencvárosi TC
- 1999 – Újpesti TE